# Friedrich Silberstein
Friedrich Silberstein (ur. 20 listopada 1888 w Cieszynie, zm. 1975) – austriacki lekarz patolog.
Studiował medycynę w Strasburgu i w Wiedniu. W 1926 został profesorem powszechnej i eksperymentalnej patologii w Wiedniu. Prowadził także laboratoria dla badań chorób wewnętrznych i onkologicznych.